# Климов РД-33
Климов РД-33 је турбофантични млазни мотор за лагани борбени млаз који је основни мотор за Микоиан МиГ-29 и ЦАЦ / ПАЦ ЈФ-17 Тхундер. Развијен је у ОКБ-117 који је водио СП Изотов (сада ОАО Климов) од 1968. године, а производња је започела 1981. Претходне генерације руских надзвучних ловаца попут МиГ-21 и МиГ-23 користиле су турбо-млазнице, али западни ловци попут Ф -111 и Ф-4К су 1960-их увели употребу турбовентилатора за накнадно сагоревање који су били ефикаснији. РД-33 је био први турбовентилаторски мотор са додатним сагоревањем који је произвела руска компанија Климов у класи потиска од 8.000 до 9.000 килограма (78.000 до 88.000 Н; 18.000 до 20.000 лбф). Одликује га модуларни дизајн са две осовине са појединачним деловима који се могу засебно заменити.

## Варијанте
Годинама развоја изграђена је опсежна породица мотора. Сада је доступна ново дизајнирана млазница за вектор потиска (ТВН). Нови модели породице РД-33 укључују БАРК дигиталне системе за надзор и управљање. Поправка и одржавање мотора РД-33 користи предности информационог и дијагностичког система (ИДС).

### РД-33
Основни модел развијен 1976. године за погон МиГ-29. Рад на развоју започео је 1968. године у Дизајн бироу Климов, који је водио Сергеј Исотов. Првих неколико мотора за прототип 9.01 МиГ-29 били су опремљени дужом млазницом, без дизајна са двоструким зидом, што је представљено на тренутном РД-33 и модели РД-33МК. Овај дизајн је имао додатни контролисани пресек након критичног пресека у млазници типа Лавал. Разлог је била контрола контуре млазног млаза на великој надморској висини, ниском притиску околног ваздуха, где се издувни гасови шире након издувног дела.
Одмах након првих неколико примера и првих неколико прототипних модела МиГ-29, овај тежак систем управљања је уклоњен због ограничења висине надолазећег ловца. Првих неколико серија основне верзије РД-33 имало је проблема са уљним системом, где је цурење проузроковало низ проблема за пилоте, јер је цурење уља стварало отровне честице у систему климатизације. Након што је производна линија кренула, ове врсте проблема са ницањем зуба су решене. Једини недостатак био је мали радни век и велики дим, који је поправљен само у каснијим моделима.

### РД-33Б/НБ
Модел без накнадног сагоревања за различите типове авиона, попут Ил-102.

### РД-93/93МА
Варијанта која се користи за напајање ЈФ-17 (ФЦ-1). "Најважнија разлика је премјештање мјењача по дну кућишта мотора." Климов постер на аеромитингу Зхухаи 2010 дао је распон потиска мотора од 49,4 кН до 84,4 кН мокро. Ово је посебно дизајнирано за ФЦ-1 са повећаним потиском и премештеним мењачем у поређењу са основним РД-33, иако је повећање потиска смањило радни век РД-93 на 2200 сати са 4000 сати РД-33. Према Аир Цоммодоре -у, Мехмоод мотори су чврсти и поуздани: „Летели смо 7.000 сати са мотором и нисмо имали никаквих проблема“, рекао је он. РД-93МА је надоградња мотора РД-93. Очекује се да ће потисак РД-93МА достићи 9300 Кгф у поређењу са 8300 кгф РД-93, што је значајно повећање снаге које ће помоћи млазњаку да носи више наоружања и лети већом брзином. Ово је посебно развијено за напајање борбених авиона ЈФ-17 Блок 3.